# Kröv
Kröv és un municipi del districte de Bernkastel-Wittlich, a Renània-Palatinat, a l'oest d'Alemanya. El 2022 tenia 2.233 habitants.